# Meziměstí
Meziměstí är en stad i Tjeckien. Den ligger i den nordöstra delen av landet, 140 km öster om huvudstaden Prag. Meziměstí ligger 435 meter över havet och antalet invånare är 2 784.
Terrängen runt Meziměstí är kuperad åt nordväst, men åt sydost är den platt. Meziměstí ligger nere i en dal.Runt Meziměstí är det ganska tätbefolkat, med 72 invånare per kvadratkilometer. Närmaste större samhälle är Červený Kostelec, 19,5 km sydväst om Meziměstí. Omgivningarna runt Meziměstí är en mosaik av jordbruksmark och naturlig växtlighet.